# 和平產業園區
和平產業園區是位於花蓮縣秀林鄉和平村的一處工業園區，亦稱和平工業區，以水泥產業為主。為一座有附設專用港區，將採礦、生產、運輸之作業點緊密結合之水泥工業區，集合水泥工業獨特的「水泥 + 能源 + 環保」三合一運作。目前主要進駐廠商為台灣水泥。工業區以北迴鐵路做分界，鐵路以西是水泥廠區、以東則是和平工業專用港、和平電廠等。

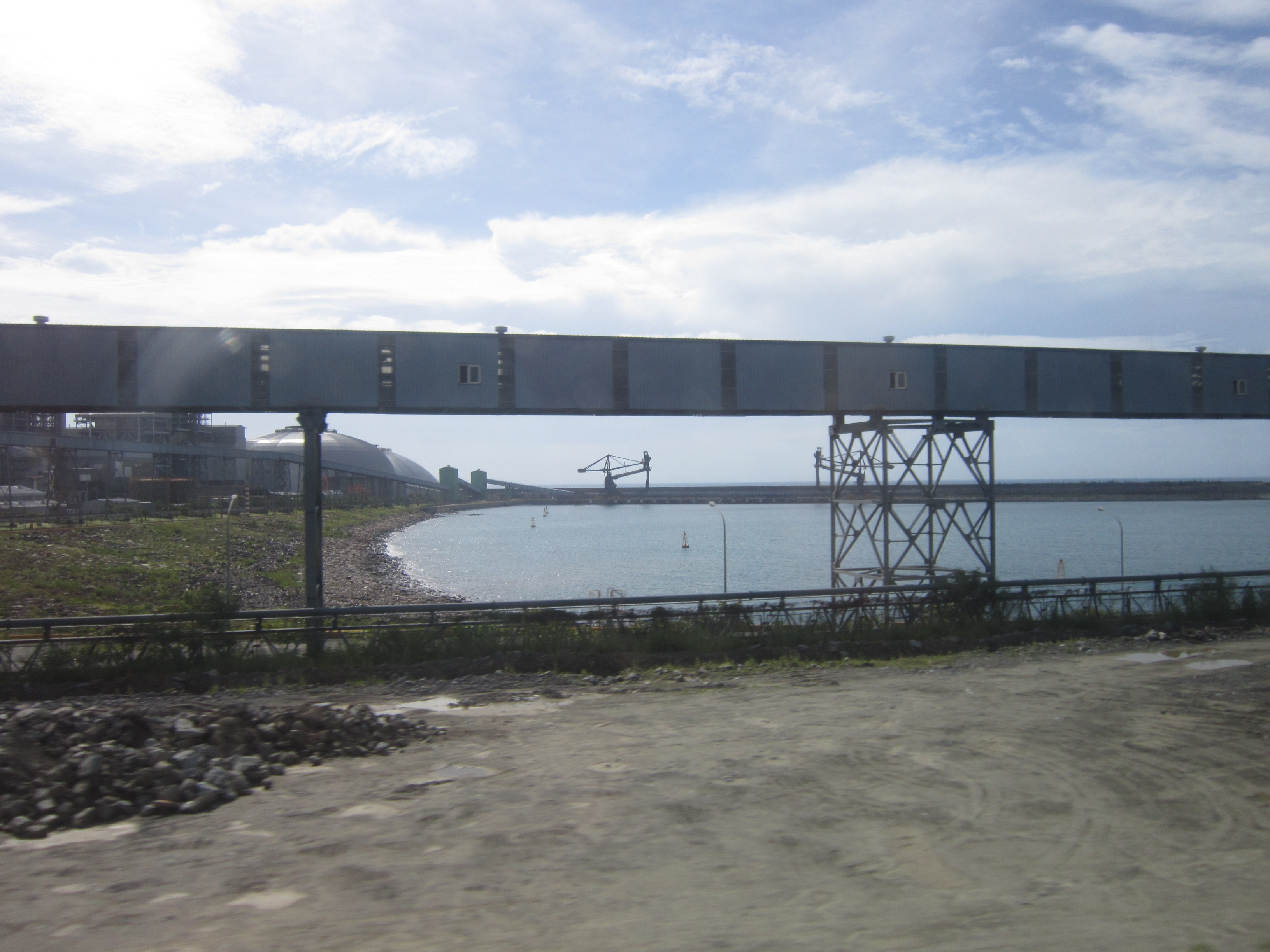
花蓮和平水泥工業區專用港及一旁的生產線輸送架

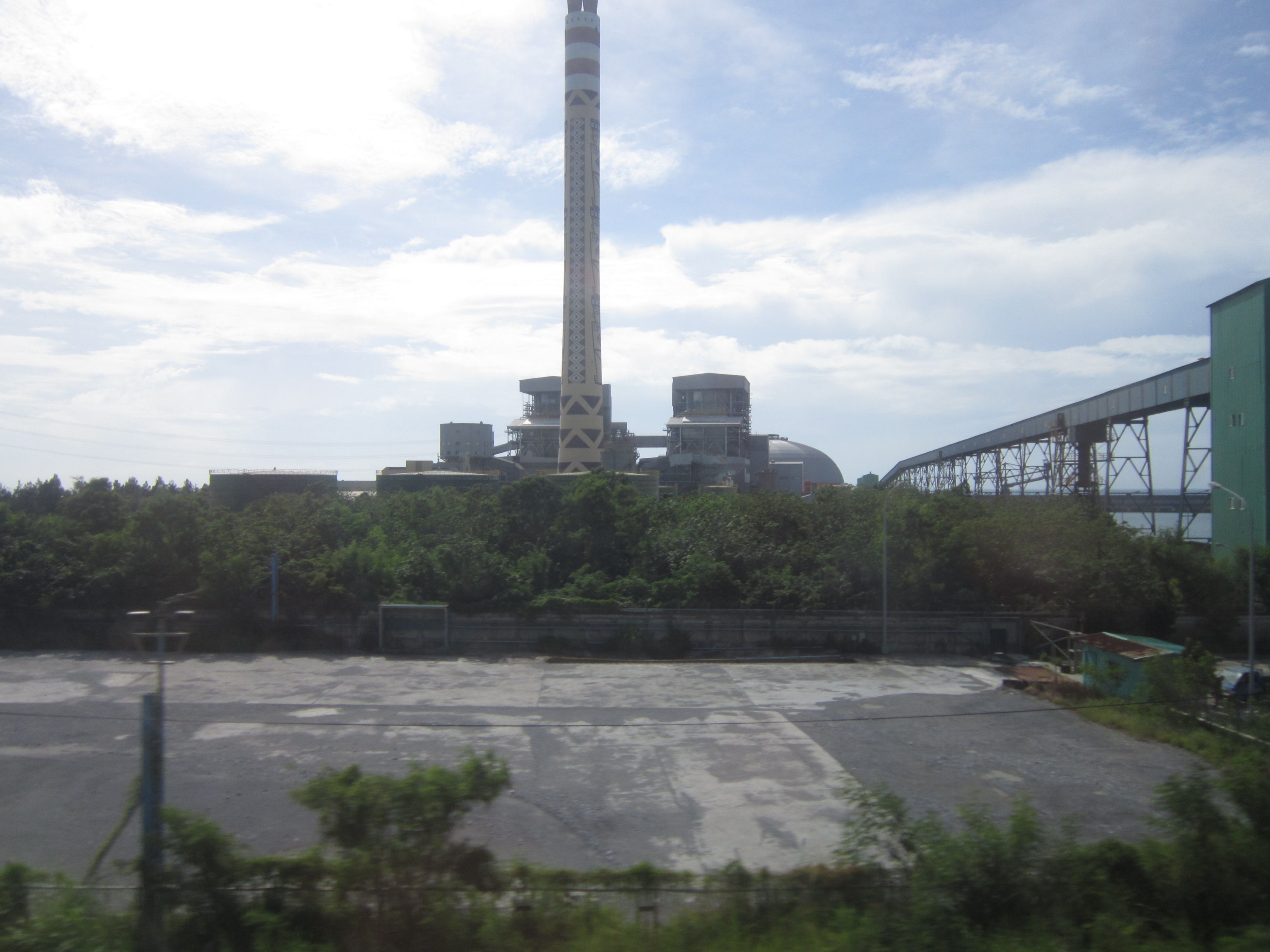
位於花蓮和平水泥工業區內的和平火力發電廠

## 發展緣由
- 1984年經濟部工業局為推展「產業東移」政策，規劃於花蓮縣秀林鄉和平村一帶設置和平工業區，但以水泥產業為主，計畫年產1,300萬噸水泥。
- 1995年中華民國政府依「促進產業升級條例」的規定，於此工業區內設置專用港口，配合和平工業區內各種物料之進出口之所需，提供工業區內各廠商使用。
- 原計畫由工業局主導開發完成後，再移轉各水泥廠共同使用及營運，建港投資成本則由水泥廠依運量比例分攤。然而在整個工業區用地經整地完成後，並對外公告出售，僅有台灣水泥一家企業承購此廠區用地，計畫投資興建水泥廠及發電廠[2]。
- 和平水泥廠1、2號窯，每套日產水泥熟料8,600公噸，年設備產能560萬公噸。

## 發展概況
- 台泥於園區內開發台泥DAKA園區。
- 台泥與外資合作成立和平電廠，除供應廠區使用外，亦和台電線路並聯發電供應其他地方所需。
- 台灣鐵路管理局設置和平車站及廠區接引軌道，配合水泥輸送。
- 目前為經濟部美崙兼和平及光華產業園區服務中心所管轄[3]。
- 中華民國交通部規劃之蘇花安和平—和中段[4][5][6]，主方案路線因高架穿越本園區[7][8][9]，園區主要營運商台泥企業因利害關係表示異議[10][11][12]。

## 周邊
- 和平工業區專用港
- 和平電廠
- 和平車站
- 台泥DAKA園區

## 聯外交通
- 台9線蘇花改
- 台9丁線蘇花公路
- 北迴鐵路
- 和平工業區專用港

## 相關
- 台灣水泥
- 和平電廠
- 和平車站
- 台灣工業園區列表
- 工業局